# IPS Developments
IPS Developments war ein britischer Hersteller von Automobilen.

## Unternehmensgeschichte
Rob Hulme gründete 1992 das Unternehmen in Hadleigh in der Grafschaft Suffolk. Er begann mit der Produktion von Automobilen und Kits. Der Markenname lautete Hadleigh. 1996 endete die Produktion. Insgesamt entstanden etwa sechs Exemplare.
Caburn Engineering setzte 2007 die Produktion eines Modells unter eigenem Markennamen fort.

## Fahrzeuge
Das Modell Sprint war ein offenes Fahrzeug, das dem Morgan ähnelte, erhältlich als zweisitziger Roadster sowie mit 2 + 2 Sitzen. Die Basis bildete ein Spaceframe-Rahmen. Die Karosserie bestand überwiegend aus Aluminium-Paneelen. Front und Kotflügel waren aus glasfaserverstärktem Kunststoff. Viele Teile kamen vom Ford Sierra. Zwischen 1992 und 1995 entstanden etwa sechs Fahrzeuge.
Außerdem fertigte IPS von 1994 bis 1996 ein Modell der Marke MCA.